# MHC De Kikkers
MHC De Kikkers is een hockeyclub uit Nieuw-Vennep. De club is opgericht in 1974 en zat eerst aan de oostkant van Nieuw-Vennep niet zover van Station Nieuw-Vennep. De vereniging is later verhuisd naar de noordkant van Nieuw-Vennep en heeft nu een ruimer complex aan de rand van de Vinex-wijk Getsewoud. De heren van De Kikkers komen uit in de Vierde klasse en de dames in de Derde klasse van de KNHB.